# Ibrahim Astijani
Ibrahim Astijani, perzsául:  ابراهیم اشتیانی, (Teherán, 1942. január 4. – Teherán, 2017. október 24.) válogatott iráni labdarúgó, hátvéd.

## Pályafutása
1964 és 1968 között a Shahin, 1968 és 1976 között a Persepolis, közben 1969–70-ben kölcsönben a Paykan labdarúgója volt. A Persepolis csapatával három bajnoki címet szerzett. 1968 és 1974 között 35 alkalommal szerepelt az iráni válogatottban és egy gólt szerzett. Tagja volt az 1972-es müncheni olimpián résztvevő együttesnek.

## Sikerei, díjai
Persepolis
- Iráni bajnokság
  - bajnok (3): 1971–72, 1973–74, 1975–76